# La Merced (goletta)
La goletta La Merced è stata una nave mercantile a vela statunitense utilizzata dal 1917 al 1966.

## Storia

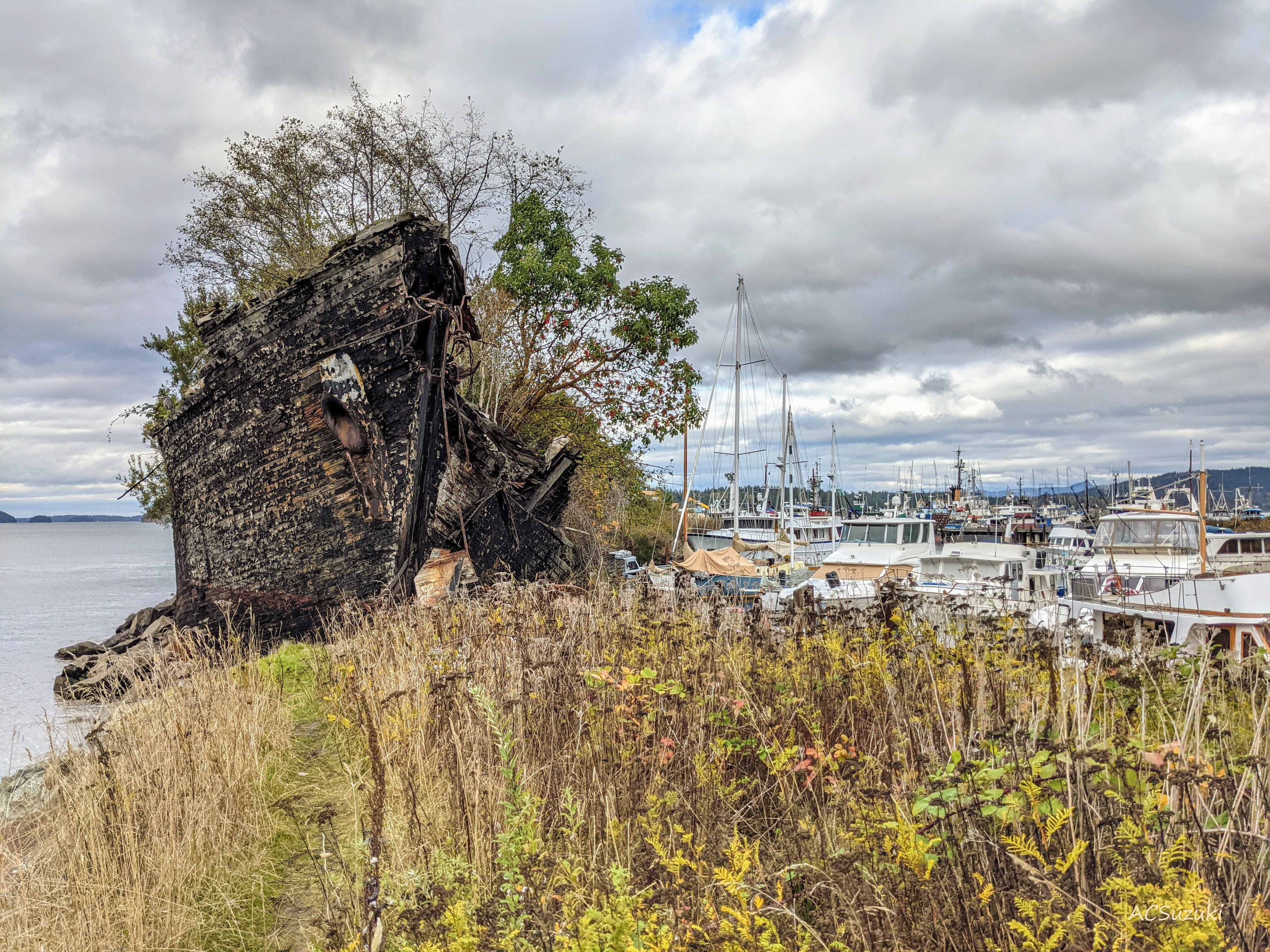
Il relitto della goletta La Merced ad Anacortes, Stato di Washington.

La goletta a quattro alberi La Merced fu costruita (official number 215.578) a Benicia, in California, nel 1917 sotto la supervisione di James Robertson, e venne varata nel corso di quell'anno. La nave aveva scafo in legno, era lunga 232 piedi, larga 42,6 piedi e una profondità di stiva di 26,65 piedi. La Merced stazzava 2.146,34 tonnellate lorde e 1.938 tonnellate nette disponeva di due motori diesel Atlas da 400 CV che azionavano due eliche.
Prima ancora che la nave fosse completata per l'acquirente Andrew Mahoney, essa fu venduta alla Standard Oil Company. La Standard Oil utilizzò La Merced per trasportare prodotti petroliferi, come benzina e cherosene, contenuti in contenitori metallici imballati in scatole di legno, con porti di scalo come San Pedro, San Francisco, Sydney, Newcastle, e Melbourne, in Australia.
Dopo due anni nella flotta della Standard Oil, nell'ottobre 1919 La Merced fu venduta a Walter S. Scammell di Port Townsend, Washington, continuando a trasportare petrolio. Come riportato in International Marine Engineering nel 1919, La Merced andò Melbourne con un carico di casse di petrolio in quarantotto giorni e ritorno con un carico di grano in cinquantatré. In una sera dell'ottobre 1921, La Merced aveva appena gettato l'ancora nelle vicinanze dell'isola di Alcatraz quando il piroscafo messicano Korrigan III la speronò. Il capitano del La Merced stava emettendo il fischio da nebbia quando avvenne l'incidente, che comportò un danno significativo. I rimorchiatori di salvataggio riuscirono, utilizzando le pompe, a salvare la goletta che affondava che venne rimorchiata al Moore Shipbuilding Plant per le riparazioni. Nel maggio 1922, la nave si incagliò in un canale nel porto di Honolulu senza riportare danni. Fu sottoposta a revisione generale in un bacino di carenaggio di Portland, in Oregon, nel 1923 e poi a ulteriori lavori presso la Moore Dry Dock Company di Oakland nel 1924.
La goletta fu utilizzata da Walter S. Scamell fino al 1926, con porti di scalo tra cui le Hawaii, le Isole Salomone e la Columbia Britannica. Nel gennaio 1926 venne acquistata da un acquirente di Seattle, Nick Bez della P.E. Harris Company, nel gennaio 1926 e convertita in conservificio galleggiante per la pesca del salmone in Alaska. Furono mantenuti i quattro alberi, insieme a boma e vele, ma il profilo del ponte cambiò con l'aggiunta di una grande tuga. Fu aggiunta anche una timoneria sopraelevata, così come le cuccette per l'equipaggio nella stiva. La Merced venne successivamente venduta alla Peter Pan Seafoods, Inc.
Un notiziario del 31 maggio 1947 affermava che: La “La Merced”, una veterana del litorale di Seattle, viaggia verso nord da numerosi anni. I salmoni vengono catturati dai pescatori a bordo della nave, puliti, inscatolati e trasportati a riva. La nave ha un equipaggio di 50 filippini addetti alla pesca e all'industria dell'inscatolamento e un equipaggio di 20 persone, con altri otto uomini per compiti vari. L’anno scorso “La Merced” ha riportato indietro un totale di 61.000 casse di salmone in scatola.
La goletta La Merced continuò la sua carriera come conservificio galleggiante fino al 1965, quando fu venduta alla Rainwater Terminal Company di Seattle. Nell'agosto dello stesso la Rainwater ha iniziato a demolire la nave, rimuovendo le eliche, i motori e le attrezzature del ponte. Gli alberi furono tagliati vicino al livello del ponte nell'agosto di quell'anno, così come il bompresso.
Lo scafo fu quindi spostato nel cantiere navale di Anton e Florence Lovric dopo il 1966 e preparato per essere usato come frangiflutti. La nave manteneva la sua forma e rimaneva a tenuta stagna, con lo scafo riempito di rocce, sabbia e fango dragati dal cantiere navale. Lo scafo fu quindi posizionato sulla riva dell'isola di Fidalgo ad Anacortes, nello Stato di Washington, utilizzato come frangiflutti per il porto turistico di Lovric.

### Il relitto
Gli spazi interni, sebbene interrati, conservano gli arredi originali, comprese le cuccette e gli alloggi per i lavoratori dell'industria conserviera. Anche i supporti e gli alberi del motore sono ancora al loro posto.  Lo specchio di poppa venne ricoperto con lamiera d'acciaio saldata per rinforzare lo scafo in quest'area durante la seconda guerra mondiale.
Il relitto dello schooner La Merced e stato inserito nel National Register of Historic Places il 17 aprile 1990. Nel 1990 lo scafo era ancora in buone condizioni, senza distorsioni o deformazioni immediatamente evidenti. La cabina dell'industria conserviera sul ponte fu demolita e incendiata nel 1987 dal signor Lovric a causa del pericolo di un crollo imminente.

### Fonti
1. 1 2 3 4 5 6 7 8 9 10 11 12  Historic American Engineering Record.
2. 1 2 3 4 5 6 7 8 9 10 11 12 13 14  Anacortestoday.
3. ↑  Morris 1979, pp. 32-33.
4. 1 2  Interview with Anton "Tony" Lovric at his yard, Anacortes, Washington, April 28, 1988.